# 沈嗣信
沈嗣信，（Rev. Z. S. Sung，1884年—1939年），英国圣公会清末民国在华知名牧师。

## 生平
祖籍浙江鄞县，1884年生于甯波府城。后随家人移居上海，早年毕业于三一書院，又入上海聖約翰書院（后成为上海圣约翰大学）学习，畢業于神學院。留任上海聖約翰書院讲师。
就任上海天恩堂（位于当时上海南市石皮弄）牧師。曾与汤忠谟（Rev. T. M. Tong）牧师一起争取教会牧师薪金资助和书费。沈身前交友廣泛，是上海滩知名牧师。二战期间仍居上海南市布道传教和教学。1939年夏秋之間因中風抢救無效于上海聖約翰大學校舍辞世，享年55歲。

## 家族
沈嗣信生于圣公会世家。是英国圣公会在华首任牧师沈恩德之长孙，圣公会首任华人主教沈載琛之长子。
沈娶妹夫王約瑟（Joseph Wong）牧师之姊王倉齡為妻，育有三女一子。长女沈郇英，嫁毛克忠，是圣公会江苏教区末任主教。次女沈郇华，终生未嫁，助父亲襄理教会事物。三女沈郇琴，嫁蒋维宠。独子沈继安，娶徐月娇。